# Capreolus
Capreolus é um gênero de cervídeos do Velho Mundo, conhecidos popularmente por corça ou capréolo. São reconhecidas duas espécies:
- Capreolus capreolus
- Capreolus pygargus